# Oday Zahran
Oday Samir Zahran (29 de janeiro de 1991) é um futebolista profissional jordaniano que atua como defensor.

## Carreira
Oday Zahran representou a Seleção Jordaniana de Futebol na Copa da Ásia de 2015.